# العلاقات المجرية الكورية الجنوبية
العلاقات المجرية الكورية الجنوبية هي العلاقات الثنائية التي تجمع بين المجر وكوريا الجنوبية.

## مقارنة بين البلدين
هذه مقارنة عامة ومرجعية للدولتين:
| وجه المقارنة                                              | المجر                                                       | كوريا الجنوبية                                                          |
| --------------------------------------------------------- | ----------------------------------------------------------- | ----------------------------------------------------------------------- |
| المساحة (كم2)                                             | 93.04 ألف                                                   | 100.30 ألف                                                              |
| عدد السكان (نسمة)                                         | 9.78 مليون                                                  | 51.47 مليون                                                             |
| الكثافة السكانية (ن./كم²)                                 | 105.12                                                      | 513.16                                                                  |
| العاصمة                                                   | بودابست                                                     | سول                                                                     |
| اللغة الرسمية                                             | لغة مجرية                                                   | اللغة الكورية                                                           |
| العملة                                                    | فورنت مجري                                                  | وون كوري جنوبي                                                          |
| الناتج المحلي الإجمالي (بليون دولار)                      | 139.14 مليار                                                | 1.53 تريليون                                                            |
| الناتج المحلي الإجمالي (تعادل القوة الشرائية) بليون دولار | 260.42 مليار                                                | 1.75 تريليون                                                            |
| الناتج المحلي الإجمالي الاسمي للفرد دولار أمريكي          | 12.36 ألف                                                   | 27.22 ألف                                                               |
| الناتج المحلي الإجمالي للفرد دولار أمريكي                 | 25.07 ألف                                                   |                                                                         |
| مؤشر التنمية البشرية                                      | 0.828                                                       | 0.901                                                                   |
| رمز المكالمات الدولي                                      | +36                                                         | +82                                                                     |
| رمز الإنترنت                                              | .hu                                                         | .kr                                                                     |
| المنطقة الزمنية                                           | ت ع م+01:00، ت ع م+02:00، أوروبا/بودابست ‏، توقيت وسط أوروبا | توقيت كوريا الجنوبية، ت ع م+09:00، آسيا/سيول ‏، ت ع م+08:00، ت ع م+08:30 |

## مدن متوأمة
في ما يلي قائمة باتفاقيات التوأمة بين مدن مجرية وكورية جنوبية:
- ترتبط ميشكولتس مع آسان باتفاقية توأمة منذ 1996.
- ترتبط بودابست مع دايجون باتفاقية توأمة منذ 3 أغسطس 2012.[15][15][15][15]

## منظمات دولية مشتركة
يشترك البلدان في عضوية مجموعة من المنظمات الدولية، منها:
| علم المنظمة | اسم المنظمة                               | تاريخ انضمام المجر | تاريخ انضمام كوريا الجنوبية |
| ----------- | ----------------------------------------- | ------------------ | --------------------------- |
|             | مؤسسة التمويل الدولية                     | 29 أبريل 1985      | 16 مارس 1964                |
|             | مجموعة أستراليا                           | 1993               | 1996                        |
|             | يونسكو                                    | 14 سبتمبر 1948     | 14 يونيو 1950               |
|             | مجموعة الموردين النوويين                  | ?                  | ?                           |
|             | الوكالة الدولية للطاقة                    | ?                  | ?                           |
|             | مؤسسة التنمية الدولية                     | 29 أبريل 1985      | 18 مايو 1961                |
|             | منظمة التعاون الاقتصادي والتنمية          | 7 مايو 1996        | 12 ديسمبر 1996              |
|             | المركز الدولي لتسوية المنازعات الاستشارية | 6 مارس 1987        | 23 مارس 1967                |
|             | وكالة ضمان الاستثمار متعدد الأطراف        | 21 أبريل 1988      | 12 أبريل 1988               |
|             | منظمة حظر الأسلحة الكيميائية              | ?                  | ?                           |
|             | الأمم المتحدة                             | 14 ديسمبر 1955     | 17 سبتمبر 1991              |
|             | منظمة الشرطة الجنائية الدولية             | ?                  | ?                           |
|             | البنك الدولي للإنشاء والتعمير             | 7 يوليو 1982       | 26 أغسطس 1955               |
|             | الاتحاد البريدي العالمي                   | ?                  | ?                           |
|             | منظمة التجارة العالمية                    | 1995               | ?                           |
|             | الفريق المعني برصد الأرض                  | ?                  | ?                           |
|             | نظام تحكم تكنولوجيا القذائف               | 1993               | 2001                        |

## وصلات خارجية
- موقع وزارة الخارجية المجرية
- موقع وزارة الخارجية الكورية الجنوبية